# Our (plaats)
Our is een gehucht van Opont, een deelgemeente van Paliseul in België. De rivier Our stroomt door het dorp.
Our is een dorp met oude huizen met dakpannen uit leisteen. Het dorp is kenmerkend voor de architectuur van de Ardennen en werd in 2017 opgenomen in de lijst van Les Plus Beaux Villages de Wallonie.
De Sint-Laurentiuskerk in Our werd opgericht in 1500 door de Heer de Boulin. Reconstructie vond plaats tussen 1680 en het begin van de 18de eeuw. De kerk is afgebrand in 1819 en heropgebouwd in het daaropvolgende jaar.
Sinds de jaren 1980 heeft een van de grootste Belgische bouwbedrijven, Thomas et Piron, zich gevestigd in Our.

## Galerij

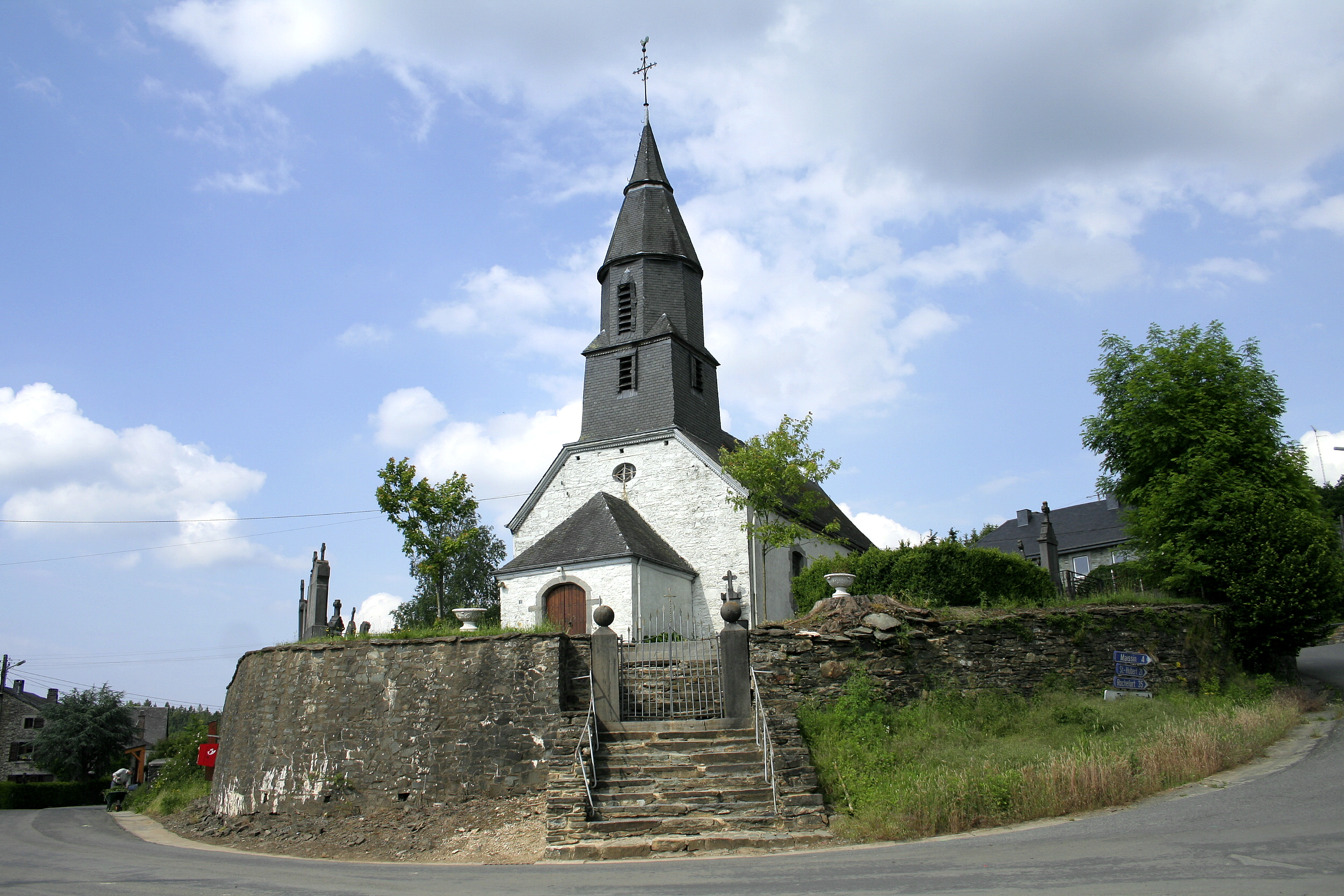
De Sint-Laurentiuskerk (1680)
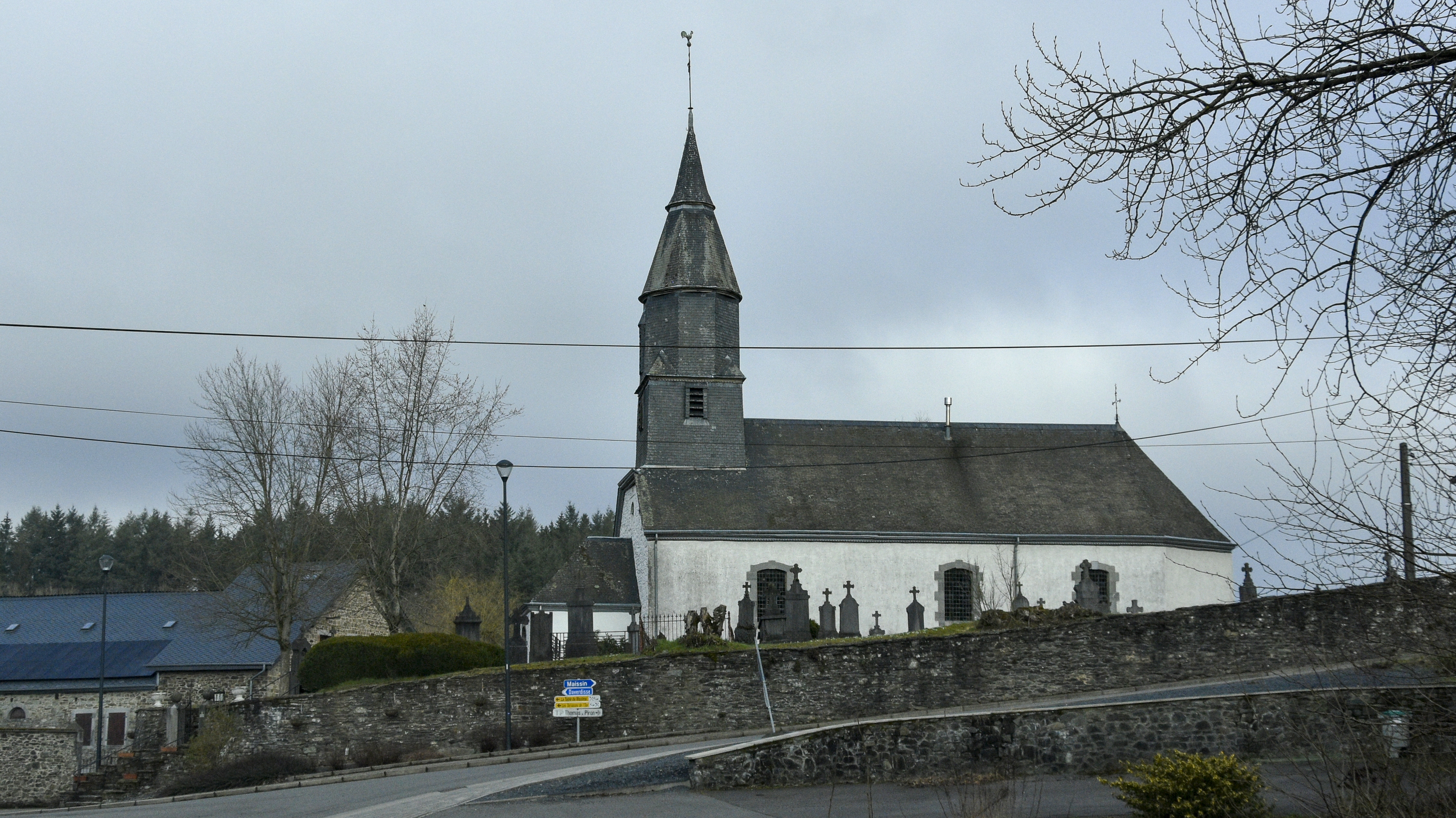
De Sint-Laurentiuskerk
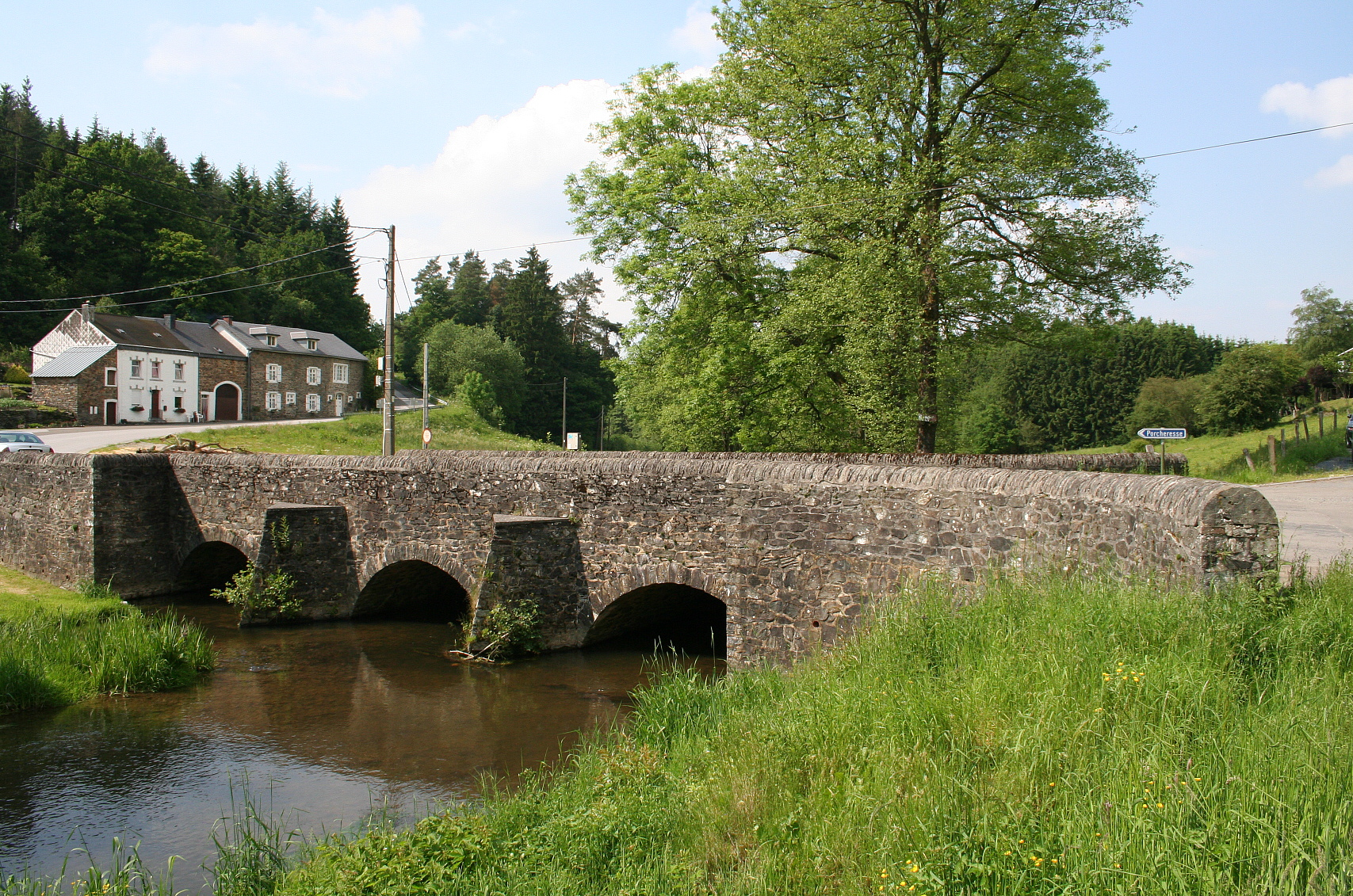
De oude brug over de Our in het noorden van het gehucht

Deelgemeenten: Carlsbourg · Fays-les-Veneurs · Framont · Maissin · Nollevaux · Offagne · Opont · Paliseul

Overige kernen: Almache · Beth · Bour · Frêne · Launoy · Merny · Our · Plainevaux · Saint-Eloi

Belgische gemeenten · Arrondissement Neufchâteau · Luxemburg · Wallonië